# Wishart Peninsula
Wishart Peninsula är en halvö i Kanada.   Den ligger i Regional District of Mount Waddington och provinsen British Columbia, i den sydvästra delen av landet, 3 700 km väster om huvudstaden Ottawa.
Trakten runt Wishart Peninsula är nära nog obefolkad, med mindre än två invånare per kvadratkilometer.